# 忠臣藏 樱花之卷、菊花之卷
《忠臣藏 樱花之卷、菊花之卷》是1959年（昭和34年）1月15日上映的日本电影，东映製作發行，松田定次导演，為彩色電影，東映長寬比，183分钟。

## 概述
1958年4月，为了应对大映制作的《忠臣藏》大获成功，东映集结全部力量，在东映电影的第一个宽银幕上制作，以纪念东映的发展。
片岡千惠藏、市川右太衛門、美空雲雀、中村錦之助、東千代之介、大友柳太朗、大川橋藏等东映明星都出演的全明星阵容。
《樱花之卷》描写了赤穗城的投降，《菊花之卷》描写了吉良邸的战败。发行额为3.6122亿日元，在1958年日本电影发行排名中排名第4。